# Frédérique Denest
Frédérique Denest est une joueuse internationale française de rink hockey née le 1er décembre 1990.

## Palmarès
En 2014, elle participe au championnat du monde.
En 2016, elle participe au championnat du monde.